# Roland Henning

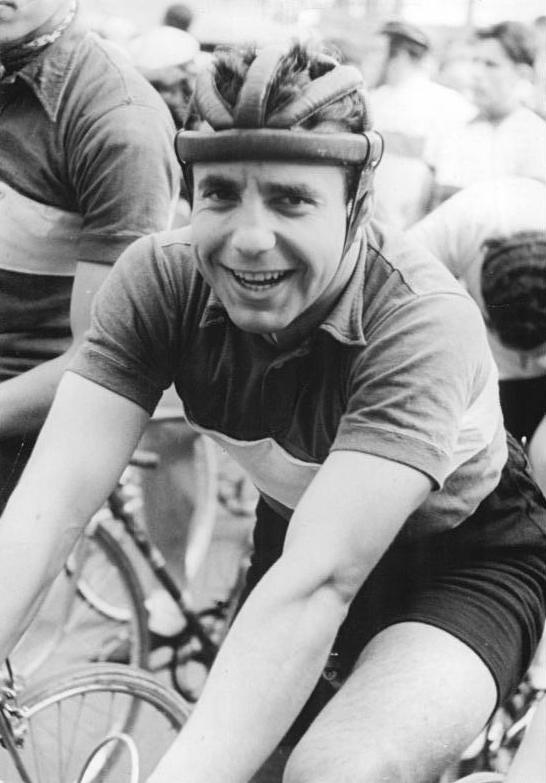
Henning 1956

Roland Henning (* 6. September 1935 in Arnstadt; † 24. April 2023 in Leipzig) war ein deutscher Radrennfahrer, der in den 1950er Jahren zur DDR-Nationalmannschaft gehörte.

## Sportliche Laufbahn
Henning startete zunächst für die Betriebssportgemeinschaft (BSG) Lokomotive Erfurt. Schon 1952 schaffte er den Sprung in die Jugend-Auswahlmannschaft der DDR auf Bahn und Straße. Bereits mit 19 Jahren nahm er 1954 am größten DDR-Etappenrennen, der DDR-Rundfahrt teil. 1955 wurde er Vierter der DDR-Meisterschaften im Straßenrennen und wurde anschließend zum DDR-Schwerpunkt des Radsports, dem SC DHfK Leipzig delegiert. Bei der DDR-Querfeldeinmeisterschaft 1956 gewann er den Titel, außerdem wurde er im selben Jahr Erster des Eintagesrennens Berlin–Angermünde–Berlin. Bei der 1956er Straßenweltmeisterschaft wurde er als bester DDR-Starter 36. 1957 konnte sich Henning für die Teilnahme an dem Dreiländer-Etappenrennen Internationale Friedensfahrt qualifizieren. Als Jüngster im DDR-Team war er in der Einzelwertung mehrere Etappen lang hinter Gustav-Adolf Schur zweitbester DDR-Fahrer, fiel aber später etwas zurück und wurde am Ende der Tour auf Platz 18 Vierter im DDR-Sextett. Mit dem DDR-Team gewann er die Mannschaftswertung. Bei der Harzrundfahrt 1957 landete er auf dem ersten Platz. Auch bei der 1958er Friedensfahrt gehörte Henning zum DDR-Aufgebot. Bei der 3. Etappe errang er als Zweiter erstmals einen Podestplatz, erlitt aber beim achten Tagesabschnitt einen schweren Einbruch und wurde schließlich mit fast drei Stunden Rückstand nur 58. der Tour. Dafür hielt er sich bei den DDR-Meisterschaften schadlos, als er sich mit dem SC DHfK den Titel im Mannschaftszeitfahren holte. Seinen letzten bedeutenden Sieg errang Henning 1959 bei dem Eintagesrennen Berlin–Leipzig.